# Marmaroglypha vermiculata
Marmaroglypha vermiculata là một loài bọ cánh cứng trong họ Cerambycidae.